# Bertha Mathilde Müller

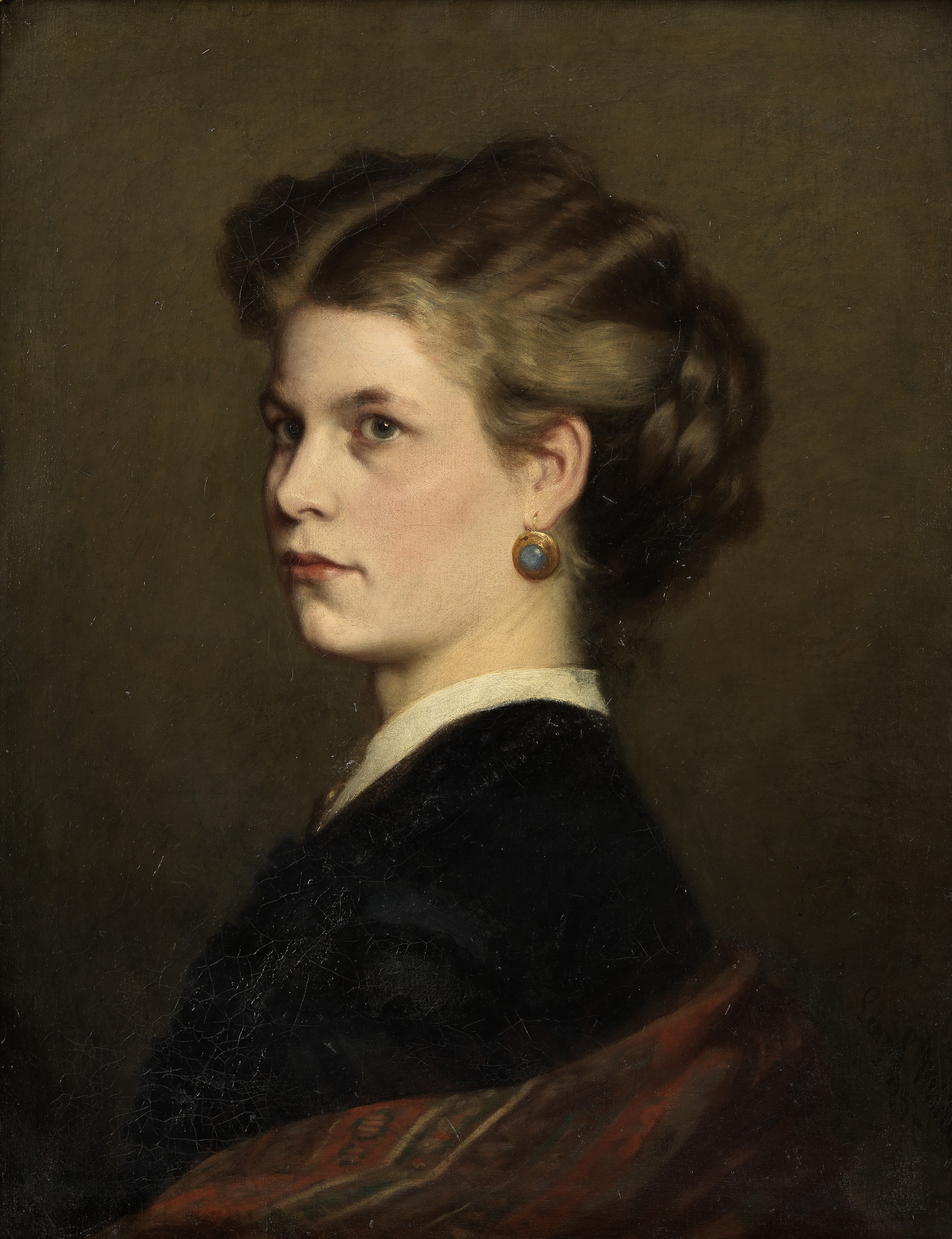
Bertha Müller, porträtiert von Leopold Carl Müller (um 1870–1880)

Bertha Mathilde Müller (* 28. Oktober 1848 in Wien; † 26. Jänner 1937 ebenda) war eine österreichische Malerin.

## Leben
Bertha Müllers Eltern waren der aus Dresden stammende Lithograf und Inhaber der Wiener Lithografischen Anstalt Leopold Franz Müller (1807–1862) und Josefa Müller, geb. Bichler (1809–1860). Das Ehepaar hatte einen Sohn, den Maler Leopold Carl Müller, und vier weitere Töchter, darunter die Malerin Marie Müller und Josefine Müller (1839–1906), die den Maler Eduard Swoboda heiratete.
Die Eltern starben früh, so dass Leopold Carl Müller die Sorge für seine jüngeren Schwestern übernehmen musste. Die zunächst angespannte finanzielle Situation der Familie besserte sich um 1870. Bertha Müller besuchte von 1877 bis 1879 als Hospitantin die Vorbereitungsschule der Kunstgewerbeschule Wien. Ab 1880 nutzte sie zusammen mit ihrer Schwester Marie den kleinen Atelierraum des Akademie-Ateliers ihres Bruders, der sie auch unterrichtete. Dabei lernten sie August von Pettenkofen kennen, der den Schwestern bei seinem Tod 1889 sowohl Geld als auch sein Atelier in der Akademie der bildenden Künste Wien vermachte. Nachdem die Akademie ihnen gekündigt hatte, bezogen Bertha und Marie Müller 1902 ein neues Atelier in der Köstlergasse.
Neben Wien war Bertha Müller auch in Stuttgart tätig. Sie gehörte dem Württembergischen Lehrerinnenverein und von 1903 bis 1907 dem Württembergischen Malerinnenverein an.

## Werk

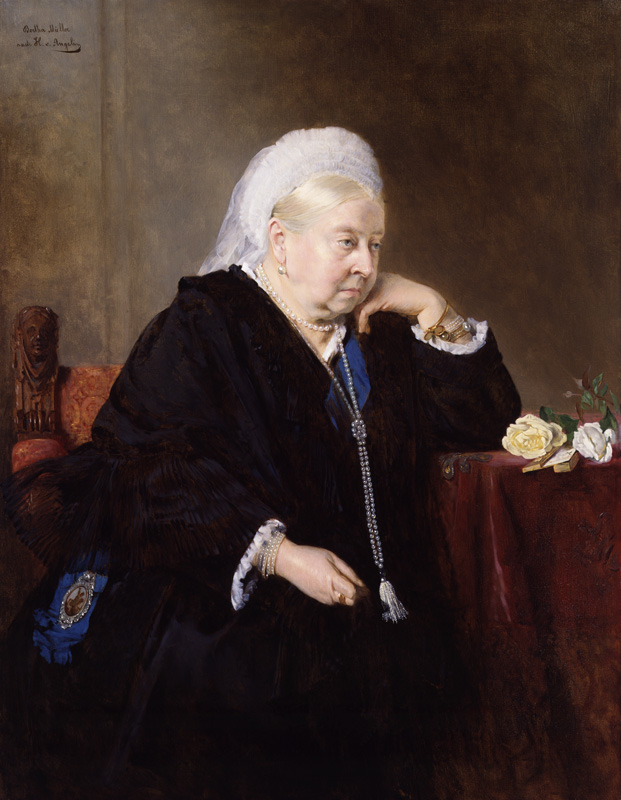
Porträt der Queen Victoria (1900)

Bertha Müller malte insbesondere Porträts, aber auch Stillleben und Interieurs in realistischem Stil. Obwohl eine begabte Porträtmalerin, erlangte sie jedoch weniger Bekanntheit als ihre Schwester Marie Müller. Auf sich aufmerksam machte sie mit Öl-Kopien der durch Heinrich von Angeli geschaffenen Porträts von Mitgliedern des preußischen Herrscherhauses, wozu ein Brustbild von Victoria von Großbritannien und Irland (1890) gehörte. Kaiser Wilhelm II. ließ Bertha Müller auch Repliken eines Ganzfigur-Porträts seiner Mutter anfertigen, von denen er 1902 eine an Eduard VII. verschenkte, eine andere wurde zeitweilig im Berliner Schloss ausgestellt.
Werke (Auswahl)
- Porträt von August Pettenkofen, um 1890, nach einer Vorlage von Marie Müller
- Porträt der Kaiserin Victoria, Brustbild, 1890, Öl, nach einer Vorlage von Heinrich von Angeli, Royal Collection at Osborne House, Isle of Wight
- Ganzfigur-Porträt der Kaiserin Victoria, nach einer Vorlage von Heinrich von Angeli (1894), war ausgestellt im Berliner Schloss
- Porträt von Leopold Carl Müller, um 1892/1893, Wien Museum
- Porträt der Queen Victoria, 1900, Öl auf Leinwand, nach einer Vorlage von Heinrich von Angeli (1899), National Portrait Gallery, London[6]
- Studienkopf, Pastell, 1906 ausgestellt mit den Acht Künstlerinnen, Salon Pisko, Wien[7]
- Porträt von Moritz von Ebner-Eschenbach, 1908/09
- Stilleben, Bildnis einer jungen Rumänin, Bildnis einer Italienerin und Neger, ausgestellt 1932 Galerie Neumann & Salzer[8]
- Marie Müllers Akademieatelier, Interieur, Wien Museum

## Ausstellungen
- 1893: World’s Columbian Exposition, Chicago
- 1906: Acht Künstlerinnen und Gäste, Pisko, Wien
- 1908: Österreichische Jubiläums-Kunst-Ausstellung, Künstlerhaus Wien
- 1910: Jahres-Ausstellung, Künstlerhaus Wien
- 1924: Bildnis und Selbstbildnis Österreichischer Künstler seit 100 Jahren, Künstlerhaus Wien
- 1932: Gedenkausstellung Leopold Carl Müller – Kollektion Bertha Müller und Marie Müller, Galerie Neumann & Salzer, Wien